# ولا (ماهواره)
ولا (انگلیسی: Vela) نام گروهی از ماهواره‌ها بود که به عنوان پروژه ئ «هتل ولا» Vela پروژه Vela Hotel Vela توسط ایالات متحده برای شناسایی انفجارهای هسته‌ای برای نظارت بر انطباق آن با پیمان منع جزئی آزمایش هسته‌ای ۱۹۶۳ توسط اتحاد جماهیر شوروی ساخته شد.
ولا به عنوان یک برنامهٔ تحقیقاتی با بودجه کوچکی در سال ۱۹۵۹ شروع به کار کرد. این برنامه ۲۶ سال بعد به عنوان یک سیستم موفق و مقرون به صرفه فضایی نظامی به پایان رسید، که همچنین داده‌های علمی در مورد منابع طبیعی تابش فضایی را ارائه می‌داد. در دهه ۱۹۷۰ مأموریت شناسایی هسته‌ای توسط ماهواره‌های برنامه پشتیبانی دفاع (DSP) به عهده گرفت. در اواخر دهه ۱۹۸۰، ماهواره‌های سامانه موقعیت‌یاب جهانی Navstar (GPS) آن را تقویت کردند. این برنامه اکنون سیستم شناسایی یکپارچه عملیاتی NuDet (انفجار هسته‌ای) (IONDS) است.